# Shūhei Takizawa
Shūhei Takizawa (japanisch 瀧澤 修平 Takizawa Shūhei; * 19. Juli 1993 in der Präfektur Ibaraki) ist ein japanischer Fußballspieler.

## Karriere
Takizawa erlernte das Fußballspielen in der Schulmannschaft der Toyo University Ushiku High School und der Universitätsmannschaft der Tōyō-Universität. Seinen ersten Vertrag unterschrieb er 2016 beim FC Ryūkyū. Der Verein aus der Präfektur Okinawa spielte in der dritthöchsten Liga des Landes, der J3 League. Für Ryūkyū absolvierte er 77 Ligaspiele. 2019 wechselte er nach Mito zum Zweitligisten Mito HollyHock. Die Saison 2021 wurde er an den Ligakonkurrenten Montedio Yamagata ausgeliehen. Für den Verein, der in der Präfektur Yamagat beheimatet ist, absolvierte er zwei Zweitligaspiele. Nach Vertragsende bei Mito unterschrieb er im Januar 2022 in Miyazaki einen Vertrag beim Drittligisten Tegevajaro Miyazaki.